# Mordbach (Kleine Dhron)

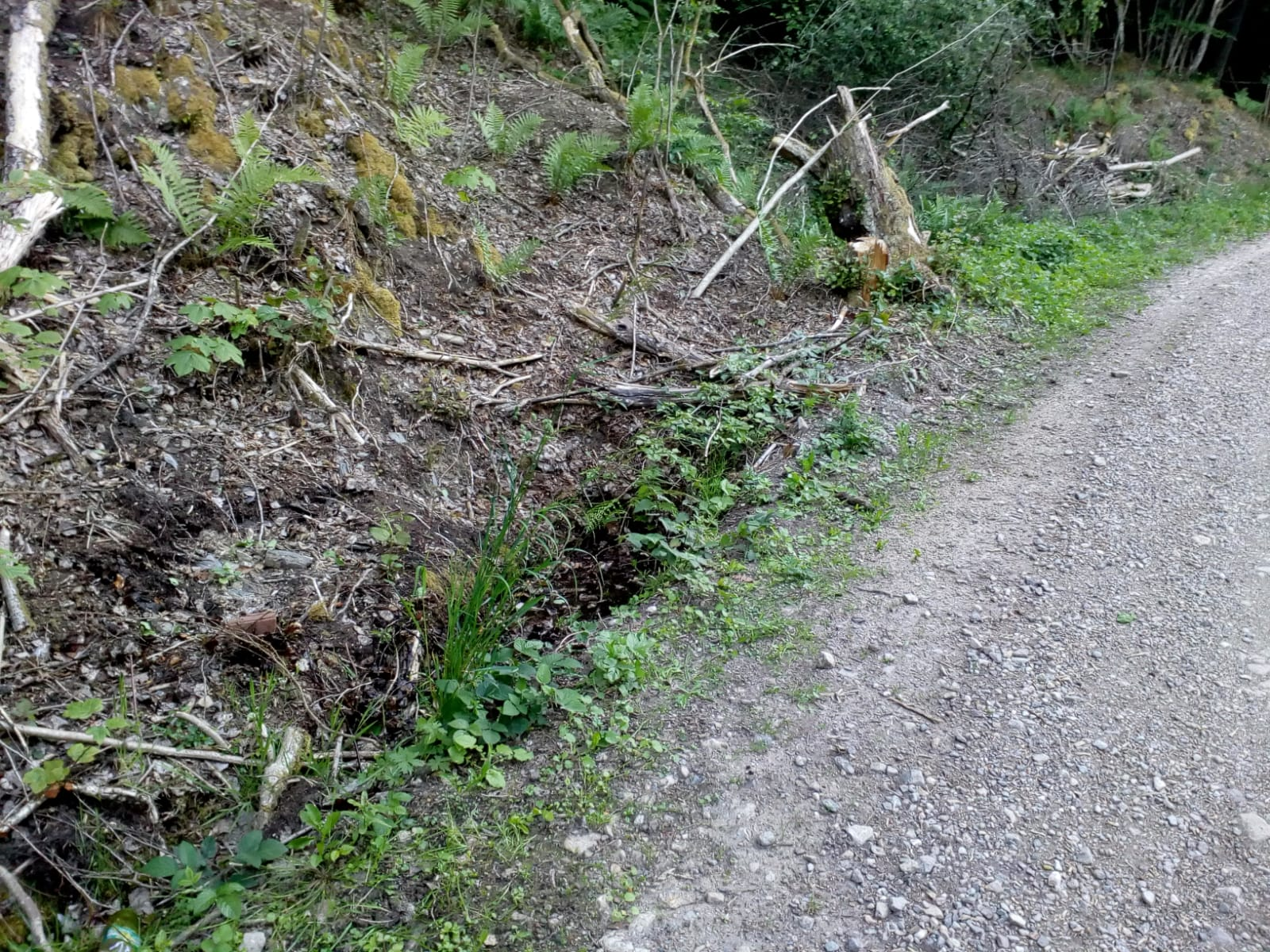
Mordborn im Quellgebiet des Mordbaches nahe der L 150

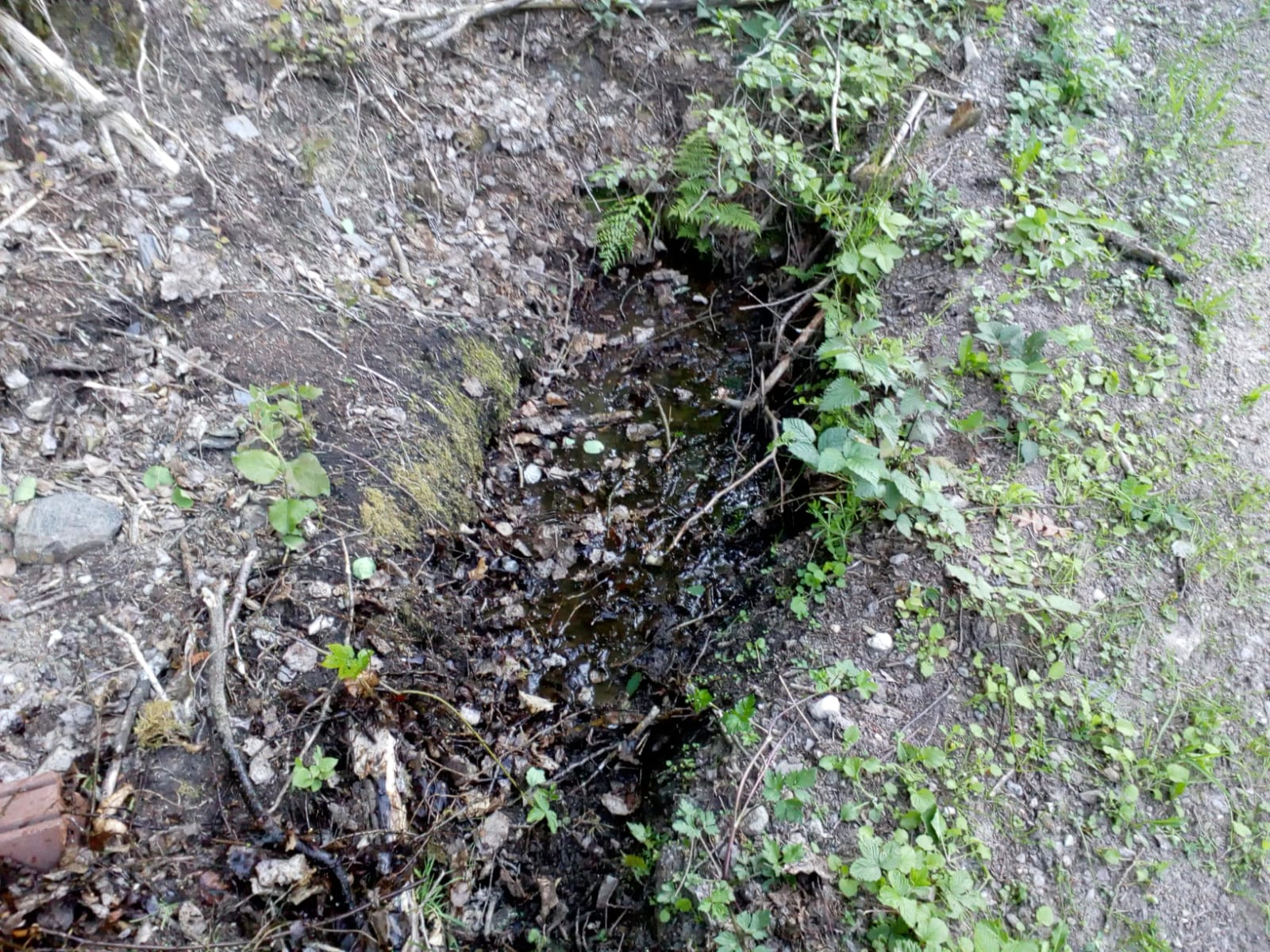
Nahaufnahme

Der Mordbach ist ein unter vier Kilometer langer linker Zufluss der Kleinen Dhron im Hunsrück in Rheinland-Pfalz.

## Geographie
Der Mordbach entspringt auf 429 m ü. NHN in der Nähe der Bundesautobahn 1 auf der Gemarkung von Mehring (Mosel).
Eine weitere Quelle liegt auf der Gemarkungsgrenze von Detzem und Mehring beim Mordborn auf etwa 406 m ü. NHN nahe der Landesstraße 150.
Der Bach fließt an Schleicherberg vorbei zum Detzemer Wald und begleitet dann die L 150 auf der Gemarkung von Naurath (Wald) bis Büdlicherbrück.
Dort mündet er auf der Gemarkung von Büdlich und bei der Schneidemühle auf 242 m ü. NHN in die Kleine Dhron.
Der Mordbach ist 3,7 km lang und hat ein 5,0 km² großes Einzugsgebiet.

## Geschichte
Am Oberlauf des Mordbaches lag das Hochgericht Detzem
und am Unterlauf liegt das Gewann Auf dem Galgenberg.
Auf der Topographischen Aufnahme der Rheinlande zu Beginn des 19. Jh. wird der Oberlauf des Mordbaches als Schleicher Bach bezeichnet. 